# Robert Clements (1er comte de Leitrim)
Robert Clements, 1er comte de Leitrim (25 novembre 1732 - 27 juillet 1804), est un noble et un homme politique irlandais.

## Biographie
Fils du député de l'arrondissement de Cavan, Nathaniel Clements, vice-trésorier adjoint et caissier de la Trésorerie irlandaise, il est haut-shérif de Leitrim en 1759, après avoir été nommé l'année précédente contrôleur des douanes pour le port de Dublin.
En 1765, il est élu à la Chambre des communes irlandaise pour le comté de Donegal, échangeant ce siège contre celui de Carrick en 1768. L'année précédente, il épouse Elizabeth Skeffington, fille aînée de Clotworthy Skeffington (1er comte de Massereene). Il est ensuite commissaire du Revenu entre 1772 et 1773, et trois ans plus tard, il redevient député du comté de Donegal.
Nommé gouverneur des comtés de Leitrim et du Donegal en 1777 et 1781, il est anobli sous le nom de baron Leitrim en 1783. Il est par la suite élevé au rang de Vicomte en 1794 et, l'année suivante, créé comte de Leitrim. En 1801, il devient l'un des premiers pairs irlandais représentatifs et est admis au Conseil privé irlandais l'année suivante.
Lord Leitrim est décédé à l'âge de 71 ans à Londres et est enterré à Dublin. Il est le père de Nathaniel Clements (2e comte de Leitrim).